# Angie Bainbridge
Angie Lee Bainbridge (Newcastle, 16 de outubro de 1989) é uma nadadora australiana.
Nos Jogos Olímpicos de Pequim 2008 ganhou a medalha de ouro no revezamento 4x200 m livres australiano.
Em 2009, recebeu a medalha da Ordem da Austrália "pelos serviços prestados ao esporte, como medalhista de ouro de Pequim 2008".